# Armandia brevis
Armandia brevis är en ringmaskart som först beskrevs av Moore 1906.  Armandia brevis ingår i släktet Armandia och familjen Opheliidae. Inga underarter finns listade i Catalogue of Life.